# Mauro Picone
Mauro Picone (Palermo, 2 maggio 1885 – Roma, 11 aprile 1977) è stato un matematico italiano, conosciuto, oltre che per la sua opera seminale nel campo della matematica, per essere stato uno dei maggiori animatori della matematica applicata nonché propugnatore del calcolo numerico ed elettronico attraverso l'ideazione, la fondazione e la direzione dell'Istituto per le Applicazioni del Calcolo.

## Biografia e carriera

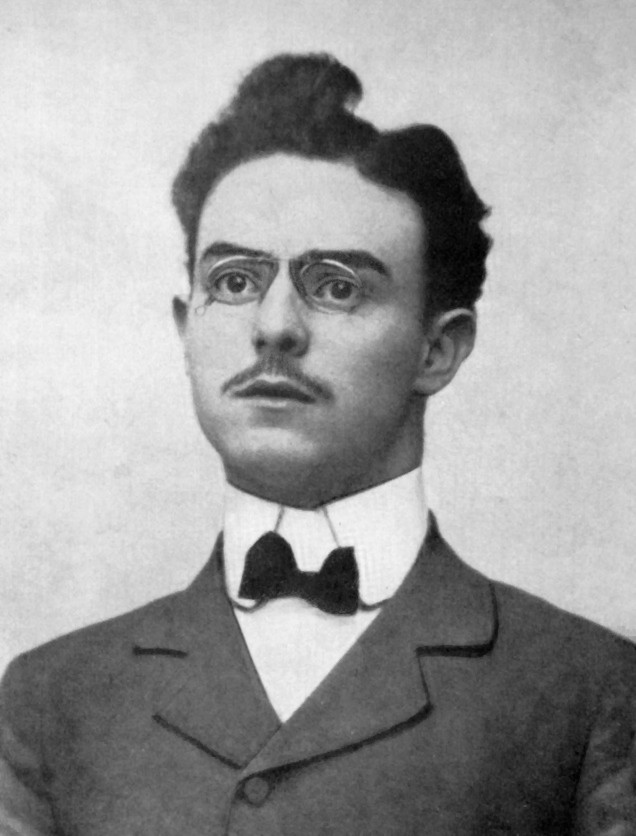
Mauro Picone nel 1903

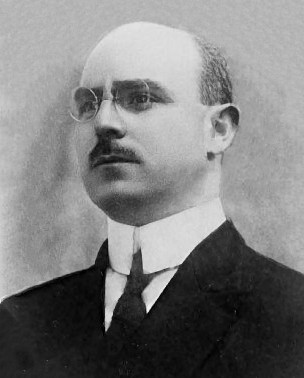
Mauro Picone negli anni '20

Con la famiglia lasciò nel 1889 Lercara Friddi, paese dei genitori, per Arezzo, dove il padre, ingegnere, aveva vinto una cattedra per insegnare nelle scuole pubbliche. Dopo aver compiuti gli studi secondari ad Arezzo e Parma, dove, tra gli altri, ebbe Michele De Franchis come insegnante di matematica, nel 1903 fu ammesso alla Scuola Normale Superiore di Pisa; qui ebbe come docenti Ulisse Dini e Luigi Bianchi e conobbe Eugenio Elia Levi. Laureatosi nel 1907, divenne assistente di Dini fino al 1913, quando si trasferì al Politecnico di Torino come assistente di Meccanica razionale e di Analisi infinitesimale con Guido Fubini. In questo periodo sviluppò ricerche sulle equazioni differenziali ordinarie e alle derivate parziali.
Durante la prima guerra mondiale venne chiamato al fronte col grado di sottotenente di artiglieria. Questo gli impedì di esercitare l'insegnamento, ma ebbe una grande influenza sulla sua attività scientifica. Venne infatti incaricato dal suo comandante, il col. Federico Baistrocchi, di calcolare le tavole di tiro per l'utilizzo delle artiglierie pesanti in montagna. Prima di allora, per mancanza di mezzi di trasporto adeguati, queste erano state utilizzate solo in pianura e le uniche tavole di tiro disponibili, quelle per pianura, erano del tutto inadeguate al nuovo ambiente e causavano seri problemi di inefficacia e di fuoco amico. Picone riuscì a risolvere brillantemente il problema grazie ad una rigorosa modellizzazione matematica ed all'applicazione di tecniche di analisi numerica. Per questi meriti nel 1917 fu promosso capitano d'artiglieria e nel 1918 gli fu conferita la croce di guerra, seguita dalla Croix de guerre francese ed ebbe numerosi riconoscimenti   Questa esperienza aggiunse alla sua formazione, rivolta all'astrattezza e alla generalità, la convinzione dell'importanza delle attività computazionali per fini concreti.
Nel 1919 divenne professore incaricato di Analisi infinitesimale all'Università degli Studi di Catania, nel 1921 fu per breve tempo all'Università di Cagliari, e quindi ritornò a Catania come titolare. Successivamente, dopo una breve permanenza a Pisa nel 1924-1925, passò all'Università di Napoli. Qui si adoperò perché potesse essere costituito un organismo scientifico finalizzato alla soluzione numerica di problemi quantitativi sorti da esigenze applicative, e costituì nel 1927 un laboratorio di analisi numerica nel quale riuscì ad avviare un'attività che si fece via via più ricca di risultati. Nel 1932 si trasferì all'Università di Roma dove restò fino al collocamento a riposo nel 1960.

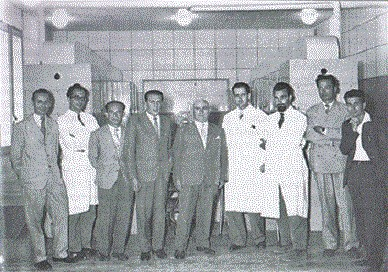
I creatori del calcolatore FINAC: da sinistra, Corrado Böhm, Paolo Ercoli, Wolf Gross, Aldo Ghizzetti, Mauro Picone, Giorgio Sacerdoti, Roberto Vacca, Enzo Aparo e Dino Dainelli (1955).

Nello stesso anno ottenne la fondazione dell'Istituto Nazionale per le Applicazioni del Calcolo (INAC) nell'ambito del Consiglio Nazionale delle Ricerche (CNR). Di questo organismo, poi trasformato in Istituto per le Applicazioni del Calcolo (IAC) e che tuttora è il maggiore centro di ricerca matematica extra-universitario in Italia, egli fu per molti anni l'animatore e ricco di idee e sotto la sua guida divenne uno dei maggiori centri della matematica applicata del suo tempo e contribuì allo sviluppo di una mentalità computazionale avanzata. L'IAC, malgrado i limiti dei mezzi di calcolo disponibili, fu in grado di offrire consulenze anche per committenti esterni, cercando sempre di far uso di una matematica di alto livello. Nel 1955 l'INAC, che dal 1975 porta il suo nome, fu il secondo dei centri italiani a essere dotato di un calcolatore elettronico. L'originale creazione dell'INAC consentì a Picone di divenire in breve il più illustre capo scuola della Matematica italiana, dalla cui fucina sono direttamente o indirettamente usciti [meritatamente] almeno i tre quarti dei professori di Analisi delle università italiane (Francesco Tricomi). Tra questi si possono ricordare Luigi Amerio, Corrado Böhm, Renato Caccioppoli, Domenico Caligo, Lamberto Cesàri, Gianfranco Cimmino, Fabio Conforto, Ennio De Giorgi, Gaetano Fichera, Aldo Ghizzetti, Wolfgang Gröbner, Carlo Miranda, Giuseppe Scorza Dragoni, Guido Stampacchia, Paolo Tortorici. In effetti Picone riuscì a raccogliere presso l'INAC molti dei più promettenti ingegni matematici, a comunicare loro entusiasmo per le ricerche, a indirizzarli su temi di ricerca importanti e ad aiutarli a ottenere una grande quantità di risultati di rilievo. Gli argomenti di queste ricerche riguardano per la quasi totalità le equazioni differenziali e il calcolo delle variazioni e in parte minore questioni di geometria differenziale classica. A Picone si devono quasi trecento lavori di ricerca. Tra i suoi risultati più noti vi è quella che ora è nota come identità di Picone per le equazioni differenziali ordinarie lineari del secondo ordine dipendenti da un parametro. Molte pubblicazioni di Picone sono mosse da motivazioni didattiche e riguardano miglioramenti e precisazioni di risultati precedenti. Un altro tema da lui ampiamente trattato è la maggiorazione a priori delle soluzioni di equazioni differenziali.
Fu accademico dei Lincei. Per quanto riguarda la politica Picone fu un convinto fascista: iscrittosi al partito nazionale fascista fin dal marzo 1923, buona parte delle attività dell'IAC erano svolte in stretta collaborazione con le autorità governative civili e militari. Era un nazionalista convinto e aveva apprezzato certe aperture del fascismo verso l'innovazione scientifico-tecnologica, aperture derivate dal Futurismo. Questo lo portò ad esprimere pubblicamente frasi in linea con la retorica del Regime. 
Pertanto, alla fine della seconda guerra mondiale la sua posizione venne esaminata da una commissione incaricata di epurare i professori universitari legati al fascismo. La sua posizione venne archiviata. Su questa decisione influì anche l'aiuto da lui fornito durante il regime a diversi ebrei ed antifascisti, tra cui Ascoli e Caccioppoli. A questi bisogna aggiungere diversi perseguitati dal fascismo con cui Picone mantenne saldi legami di amicizia anche se non è documentata una sua azione in loro favore. Tra i tanti discepoli di Mauro Picone c'era anche il matematico rumeno Dimitrie Mangeron.

## Onorificenze e riconoscimenti
A Picone sono stati conferiti numerosi riconoscimenti: tra gli altri il Premio Reale dei Lincei (1938) e la Medaglia d'oro dei Benemeriti della Scuola, della Cultura e dell'Arte. Picone era membro di numerose accademie, in particolare dell'Accademia Nazionale dei Lincei, dell'Accademia delle Scienze detta dei XL e della Pontificia Accademia delle Scienze. Ricevette anche alcune lauree honoris causa da diverse università italiane e straniere.
Il 15 gennaio 1956, volendo l'Università di Roma rendergli ossequio, gli fu donato da parte di 55 matematici (di cui 21 stranieri) un volume dedicatorio che raccoglieva scritti di argomento matematico, e da parte degli allievi del passato una medaglia e un loro album fotografico. Nel maggio del 1975, il Consiglio Nazionale delle Ricerche, con la partecipazione di Giovanni Leone, Presidente della Repubblica, e di varie personalità, gli rese onori per la sua attività. Come nel 1956, l'Università della capitale gli regalò una medaglia e l'IAC curò la stampa di un volume dedicatorio.
Lercara Friddi,  la cittadina di cui era originario Picone. nel marzo 1964 gli conferì la cittadinanza onoraria e gli donò una medaglia in oro. Successivamente (1982), il Liceo scientifico di Lercara Friddi fu rinominato Liceo scientifico statale Mauro Picone.
Dal dicembre del 2013, nel quadro delle celebrazioni per il 90º anniversario del CNR, è stata intitolata a Mauro Picone una sala riunioni della sede centrale dell'ente.

## Opere principali
- Lezioni di analisi infinitesimale, Volume I: La derivazione e l'integrazione, in 2 tomi (di complessive pp. 762), Pubblicazioni del Circolo Matematico di Catania, Officine d'Arti Grafiche Cav. Vincenzo Giannotta, Catania, 1923 (ristampa delle dispense litografate del corso di Calcolo infinitesimale del 1919).
- Lezioni di calcolo infinitesimale, per gli allievi di Ingegneria, Gennaro Majo Editore-Libraio, Napoli, 1925 (con successive edizioni e ristampe).
- Elementi di analisi matematica, Gennaro Majo Editore-Libraio, Napoli, 1927.
- Esercizi di calcolo infinitesimale, Gennaro Majo Editore-Libraio Editore, Napoli, 1927.
- Lezioni di analisi superiore, Parte I, Tipografia R. Pioda, Roma, 1935.
- Calcolo grafico e numerico, lezioni redatte da Lamberto Cesari, Centro Stampa dell'Università di Roma, Roma, 1936.
- Analisi superiore, Tip. V. Ferri, Roma, 1938.
- Corso di analisi superiore, PNF-DUSA, Roma, 1939.
- Questioni di matematica applicata (curato con G. Krall e C. Ferrari), Monografie del CNR, Nicola Zanichelli Editore, Bologna, 1939.
- Appunti di analisi superiore, Alfredo Rondinella Editore, Napoli, 1940 (II edizione, 1946) (di complessive pp. 868).
- Lezioni di calcolo numerico, Servizi editoriali PNF, Roma, 1941.
- Teoria dell'integrazione lebesguiana, lezioni raccolte dal Prof. A. Ghizzetti, Servizi editoriali PNF, Roma, 1942.
- Esercizi di analisi matematica (con Carlo Miranda), Studium Urbis, Roma, 1943 (ristampa, 1945).
- Lezioni di analisi funzionale lineare , Libreria universitaria, Roma, 1943.
- Lezioni di algebra, per gli allievi di Ingegneria, Libreria eredi Virgilio Veschi, Roma, 1943.
- Fondamenti di analisi funzionale lineare, Tip. R. Pioda, Roma, 1945.
- Lezioni di matematiche generali (con Pietro Tortorici), Tumminelli Editore, Roma, 1945.
- Lezioni sulle serie, per gli allievi di Ingegneria, Libreria eredi Virgilio Veschi, Roma, 1945.
- Liçöes sobre uma tèoria das equaçöes integrais lineares e suas aplicaçöes, segundo a orientaçäo de Jordan-Hilbert (con Ennio De Giorgi), traduzio por Dante A.O. Martinelli, Escola Politécnica da Universidade de São Paulo, San Paulo, Brasil, 1945.
- Lezioni di analisi funzionale, Tumminelli Editore, Roma, 1947.
- Lezioni di analisi matematica, per gli allievi di Ingegneria, 2 voll., Tumminelli Editore, Roma, 1949 (con successive edizioni e ristampe).
- Introduzione al calcolo delle variazioni, Libreria eredi Virgilio Veschi, Roma, 1952.
- Lezioni sulla moderna teoria dell'integrazione (con Tullio Viola), Edizioni Scientifiche Einaudi, Torino, 1952.
- Trattato di analisi matematica (con Gaetano Fichera), 2 voll., Tumminelli Editore, Roma, 1954-55 (con successive edizioni e ristampe).
- Lezioni di analisi matematica (con Gaetano Fichera), 2 voll., Tumminelli Editore, Roma, 1962-65.
- Corso di analisi matematica (con Gaetano Fichera), 2 voll., Libreria eredi Virgilio Veschi, Roma, 1975-77.